# Talú Quintero
Marta Lucía Quintero Arce (Bogotá, 1 de marzo de 1957) es una actriz y psicopedagoga colombiana. 
Es conocida internacionalmente por su interpretación del personaje Margarita Sáenz de Mendoza en la telenovela de RCN Yo soy Betty, la fea y de Eduvina Trueba en la telenovela de Caracol Televisión y Telemundo Pasión de gavilanes.

## Carrera
Talú nació el 1 de marzo de 1957 en la ciudad de Bogotá. Inició su carrera en el teatro en la obra Romeo y Julieta. En 1990 realizó su debut en el cine en la película María Cano. En televisión su papel más reconocido fue en la popular telenovela Yo soy Betty, la fea de 1999, donde interpretó a Margarita Sáenz de Mendoza, la madre del protagonista Armando Mendoza (interpretado por Jorge Enrique Abello, en la vida real solo once años menor que ella). Otros de sus créditos como actriz incluyen a Te quiero Valeria, Puerto Amor, Si mañana estoy viva, Pasión de Gavilanes, La alternativa del escorpión, La otra raya del tigre y La otra mitad del sol, entre otras.

## Filmografía

### Televisión
- Amar y temer (2011) — Magola Espitia de Cervantes
- Infiltrados (2011)
- Yo no te pido la luna (2010) — Elvira Castillo
- Aquí no hay quién viva (2009)- Leonor viuda de Hidalgo
- El Zorro: la espada y la rosa (2007) — Hermana de Jacinto
- La hija del mariachi (2006)
- Merlina mujer divina (2006) — Rebeca de González
- Un angel llamado Azul (2003)
- Pasión de Gavilanes (2003) — Eduvina Trueba
- La costeña y el cachaco (2003) — Beatriz de Narvaez
- El precio del silencio (2002) — Luisa
- Rauzán (2000) — Esther de Santiño
- Yo soy Betty, la fea (1999) — Margarita Sáenz de Mendoza
- El fiscal (1999) — Nancy de Lombana
- El octavo pecado (1997)
- La otra mitad del sol (1996) — Martha
- Las ejecutivas (1995)... Ángela Reyes de Sáenz (Actuación especial).
- Cara o sello: Dos rostros de mujer (1995)—  Adelaida
- El Oasis (1994) — Eulalia
- Cuando quiero llorar no lloro (1991) - Elvira Santos de Alzate
- Espumas (1991) — Clemetina
- Hojas al Viento (1988)

### Teatro
- Te quiero te adoro mi lindo tesoro (Comedia)
- Taxi 2 (Comedia)
- Plaza suit (Comedia)
- Amigo del Alma (Comedia Musical)
- Divas de media noche (Comedia Musical)
- Sorprendidas (Comedia Musical)
- Las Leandras (Zarzuela)
- Baño de Damas (Comedia)